# Berbérust-Lias
Berbérust-Lias ist eine französische Gemeinde mit 44 Einwohnern (Stand 1. Januar 2022) im Département Hautes-Pyrénées in der Region Okzitanien (vor 2016: Midi-Pyrénées). Sie gehört zum Arrondissement Argelès-Gazost und zum Kanton Lourdes-2.
Die Einwohner werden Berbéruziens und Berbéruziennes genannt.

## Geographie
Berbérust-Lias liegt circa sechs Kilometer südsüdöstlich von Lourdes in der historischen Grafschaft Bigorre.
Umgeben wird Berbérust-Lias von den sieben Nachbargemeinden:
| Ger | Saint-Créac                                 | Ousté  |
| Geu | Kompassrose, die auf Nachbargemeinden zeigt | Ourdon |
|     | Saint-Pastous                               | Gazost |

Berbérust-Lias liegt im Einzugsgebiet des Flusses Adour. Der Riu Gros, an seinem Oberlauf auch Ruisseau de Caussiste genannt, ist ein Nebenfluss des Gave de Pau und entspringt auf dem Gebiet der Gemeinde ebenso wie der Ruisseau d’Alli, ein Nebenfluss des Nès.

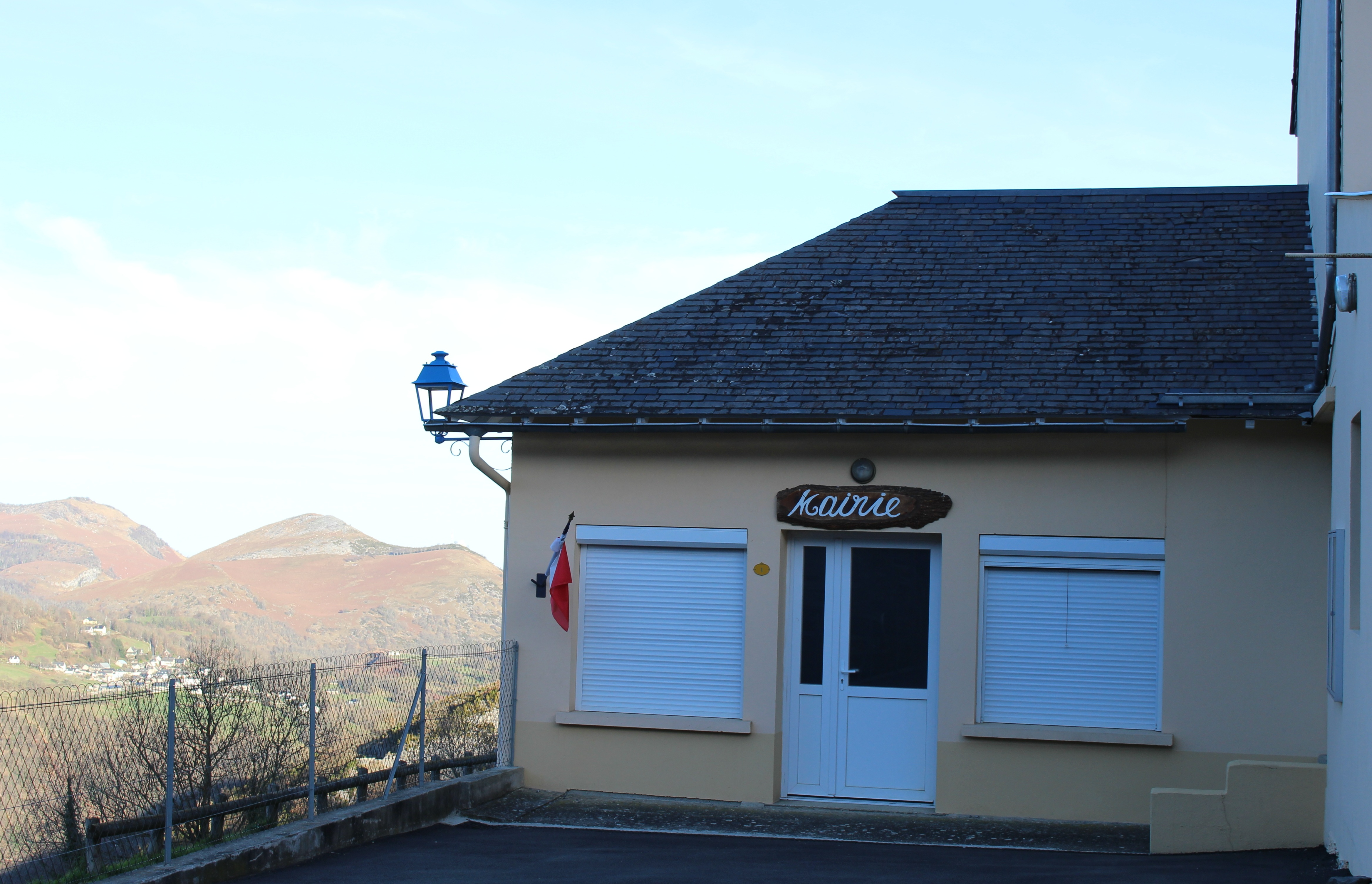
Bürgermeisteramt (Mairie) von Berbérust-Lias

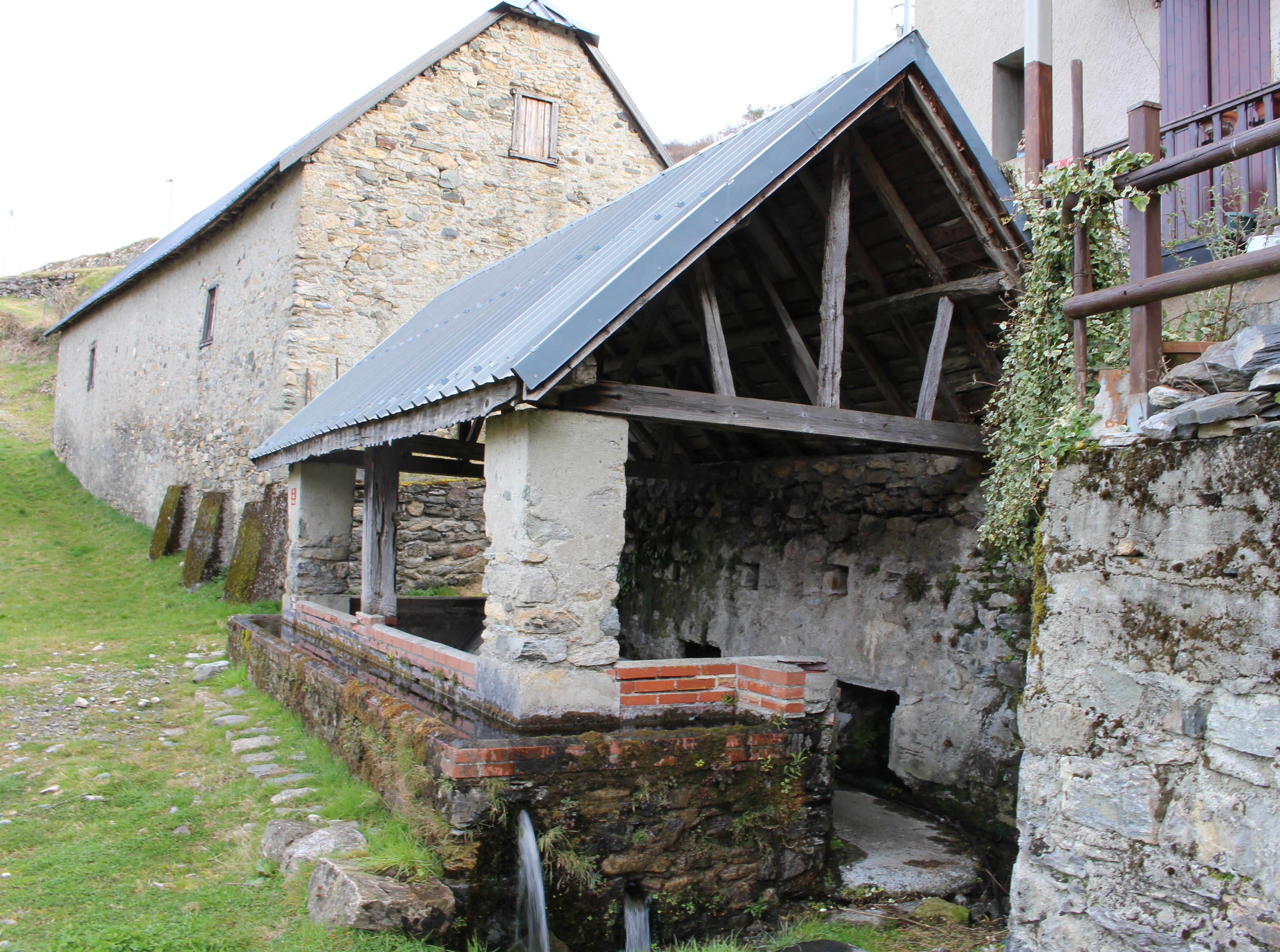
Waschhaus

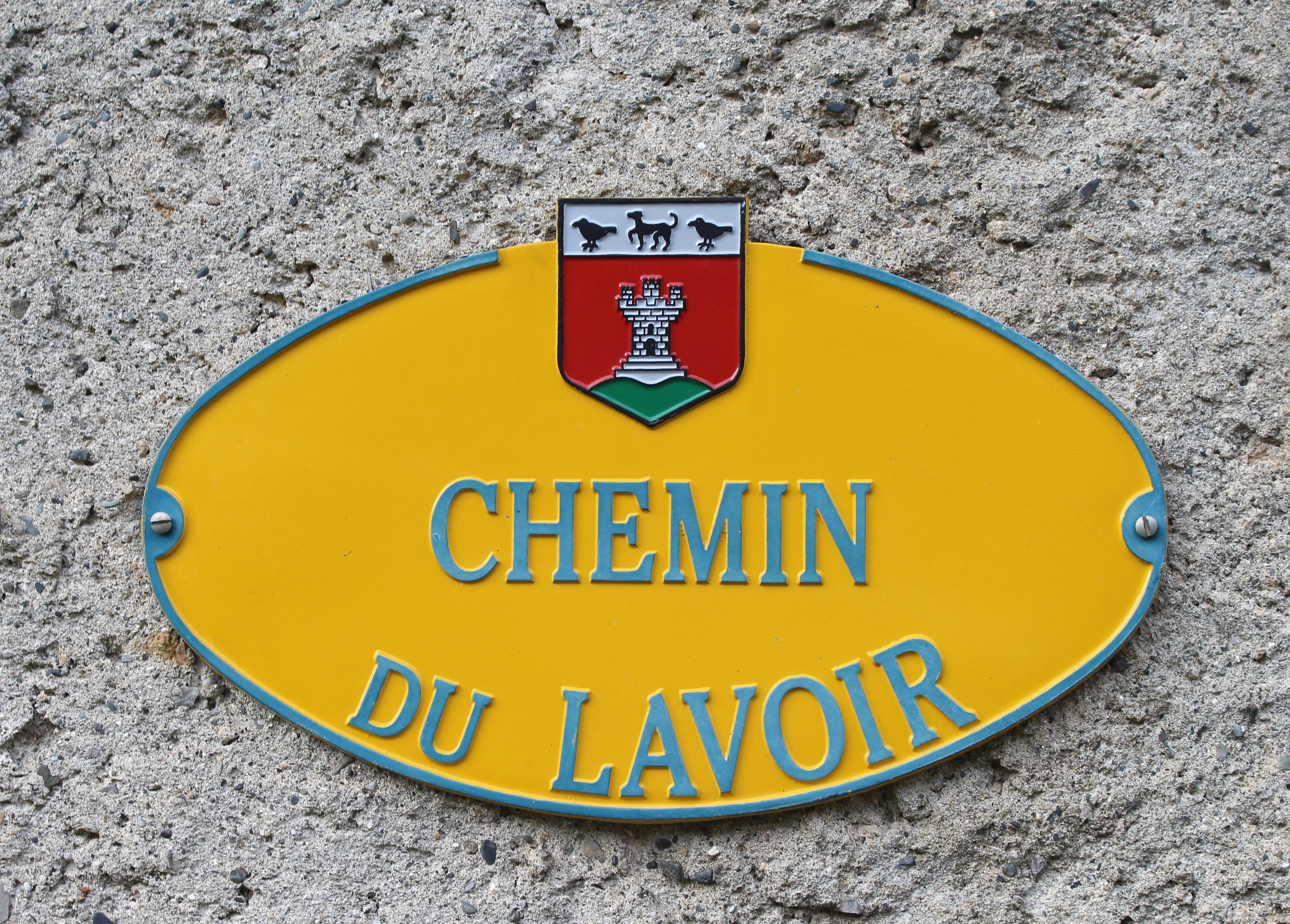
Straßenschild

## Geschichte
Die frühere Gemeinde Lias schloss sich im Jahre 1846 der Gemeinde Berbérust an, die fortan den Namen Berbérust-Lias trägt.

## Toponymie
Die Ortsnamen Berbérust und Lias heißen in der okzitanischen Sprache Berberust und Liàs. Die Herkunft beider Namen ist unklar, wobei Berberust mit Sicherheit einen vor-lateinischen Ursprung hat.
Spitznamen der Gemeinde lauten Eths arrenards (deutsch die Füchse) für Berbérust und Eths taishons (deutsch die Dachse) für Lias.
Toponyme und Erwähnungen von Berbérust waren:
- a Burburust (12. oder 13. Jahrhundert, 1309 und 1313, Kopialbuch der Vicomtes von Lavedan, genannt Livre vert de Bénac),
- a Burburust (1313, Steuerliste Debita regi Navarre),
- De Barbarusto (1342, Kirchenregister von Tarbes),
- de Burburusto (1379, Prokuration Tarbes),
- Burburust (1384 und 1403, Livre vert de Bénac),
- Berberust (1750, 1793 und 1801, Karte von Cassini, Notice Communale bzw. Bulletin des lois),
- Berbérust-Lias (1846).

Toponyme und Erwähnungen von Lias waren:
- de Lias (12. oder 13. Jahrhundert und 1313, Livre vert de Bénac bzw. Steuerliste Debita regi Navarre),
- de Lias (1384 und 1493, Livre vert de Bénac),
- De Liassio (1342, Kirchenregister von Tarbes),
- de Lassio (1379, Prokuration Tarbes);
- Liaas, (1429, Zensus der Grafschaft Bigorre),
- Lias (1750, 1793 und 1801, Karte von Cassini, Notice Communale bzw. Bulletin des lois).[4][5][3][6]

## Einwohnerentwicklung
Mit dem Zusammenschluss von Berbérust und Lias erreichte die Einwohnerzahl einen Höchststand von rund 245. In der Folgezeit sank die Größe der Gemeinde bei kurzen Erholungsphasen bis zur Jahrtausendwende auf 40, bevor eine Wachstumsphase einsetzte, die in jüngster Zeit wieder stagniert.
| Jahr      | 1962 | 1968 | 1975 | 1982 | 1990 | 1999 | 2006 | 2011 | 2022 |
| --------- | ---- | ---- | ---- | ---- | ---- | ---- | ---- | ---- | ---- |
| Einwohner | 93   | 69   | 58   | 54   | 48   | 40   | 51   | 58   | 44   |

## Sehenswürdigkeiten

### PfarrkircheNotre-Dame-de-l’Assomptionin Berbérust
Die kleine Kirche, die Mariä Aufnahme in den Himmel geweiht ist, wurde im 17. und im 18. Jahrhundert errichtet. Aufgrund des Erdbebens von 1854 weisen alle ihre Wände Risse auf, insbesondere an den Mauerecken. Die Kirche besitzt ein einschiffiges Langhaus und eine Seitenkapelle und wurde in früheren Zeiten von einem nicht-klerikalen Abt geleitet, der neben der Kirche sein Haus besaß. Im Kircheninneren sind Grabplatten durch einen neuen Zementboden überdeckt worden. Das Altarretabel der Werkstätten Claverie in Lourdes hat eine gewisse Ähnlichkeit mit dem in der Kirche in Gez-ez-Angles mit der Darstellung Marias aus vergoldetem Holz, die von Putti umgeben ist, vor einem blauen Hintergrund. Sein Medaillon zeigt wie in der Kirche in Juncalas die Szene Marias Aufnahme in den Himmel, die von Johannes dem Täufer und dem Apostel Petrus eingerahmt wird. Über dem dreiteiligen Tabernakel befinden sich eine Statuette mit Maria und dem Jesuskind in grober Ausführung und ein imposantes Kreuz. Der Tabernakel stammt aus dem Jahre 1670 bis auf die Flügel, die aus dem 18. Jahrhundert datieren. Eine Votivtafel aus weißem Marmor dankt dem guten Hirten für die Rückkehr der französischen Kriegsgefangenen im Jahre 1945.

### PfarrkircheSaint-Jean-Baptistein Lias
Die Kirche, die Johannes dem Täufer geweiht ist, ist noch kleiner und in die umliegenden Gebäude verschachtelt. Ihr Glockengiebel besitzt doppelte Aussparungen. Der Eingang der Vorhalle aus dem Beginn des 17. Jahrhunderts ist durch ein Vordach geschützt. Im Kircheninneren ist das Altarretabel mit einem Ölgemälde versehen, das die Kreuzigung Christi zeigt. Maria und der Apostel Johannes stehen neben dem Kreuz. Es ist von zwei Statuen aus vergoldetem Holz eingerahmt, die links Johannes den Täufer und rechts den heiligen Faustus in der Kleidung eines Bischofs darstellen. Die Decke ist mit Holztäfelung bekleidet. Die Empore besitzt eine Balustrade aus gedrehtem Holz.

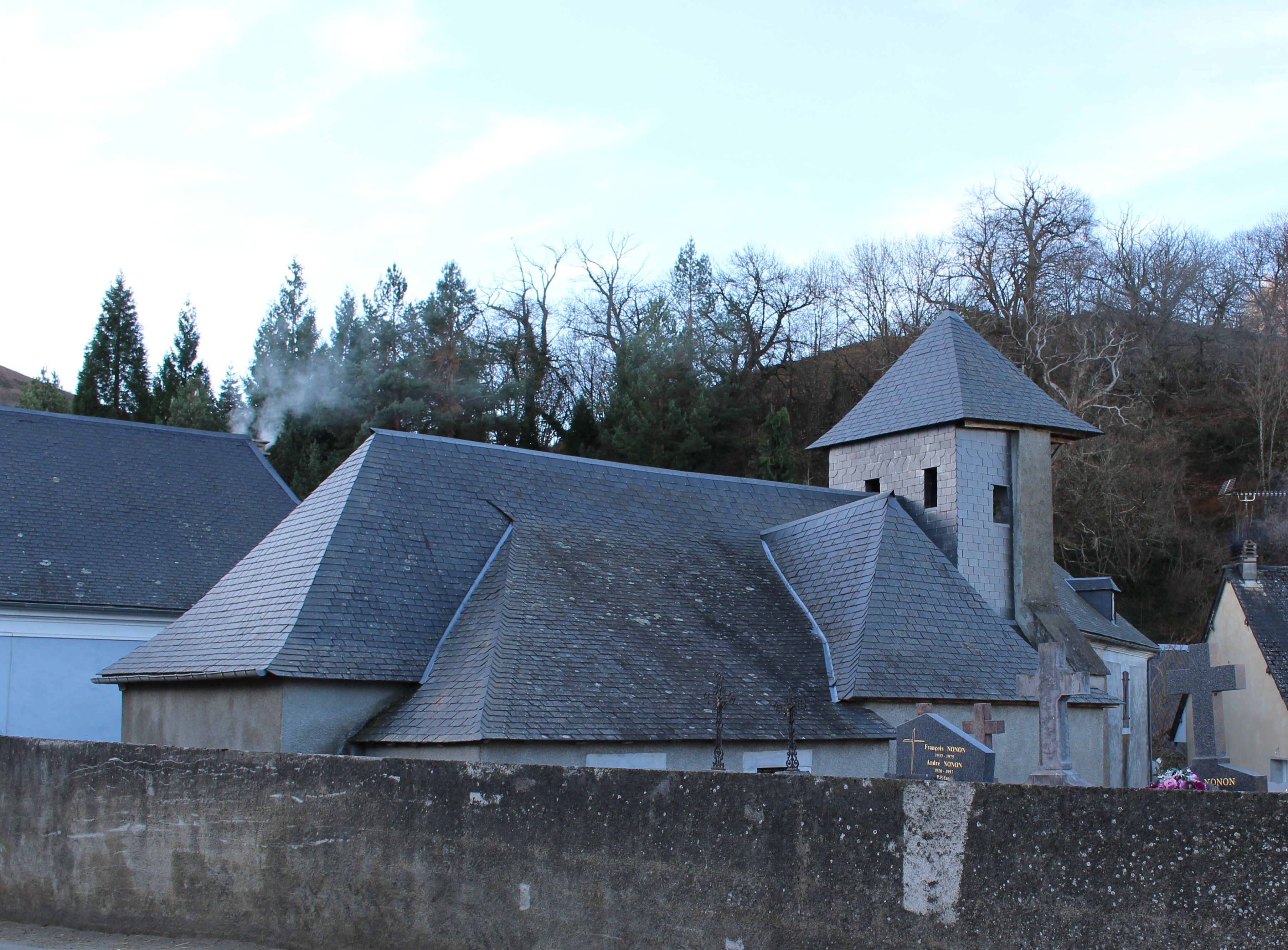
Pfarrkirche Notre-Dame-de-l’Assomption
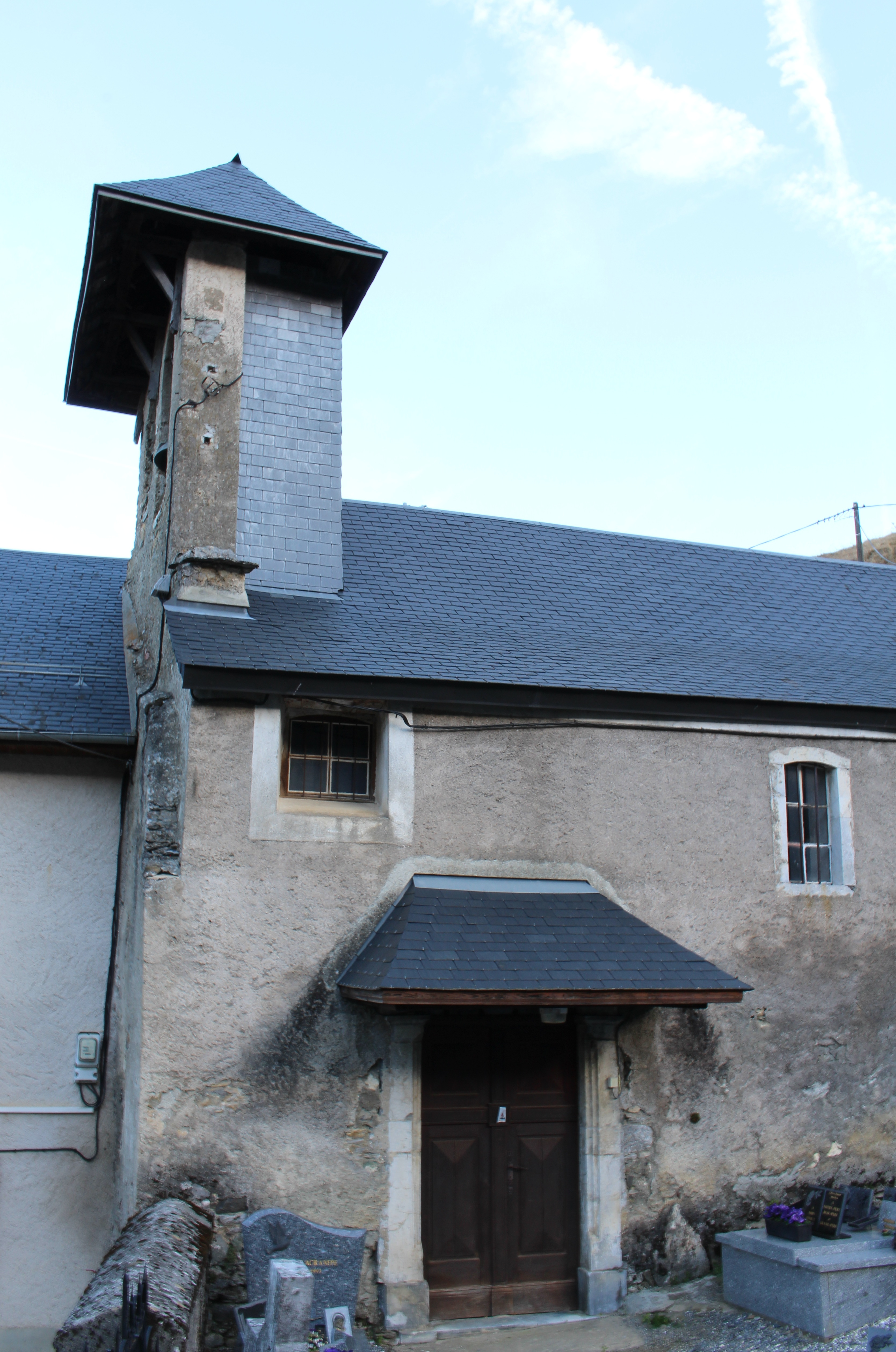
Pfarrkirche Saint-Jean-Baptiste

## Wirtschaft und Infrastruktur

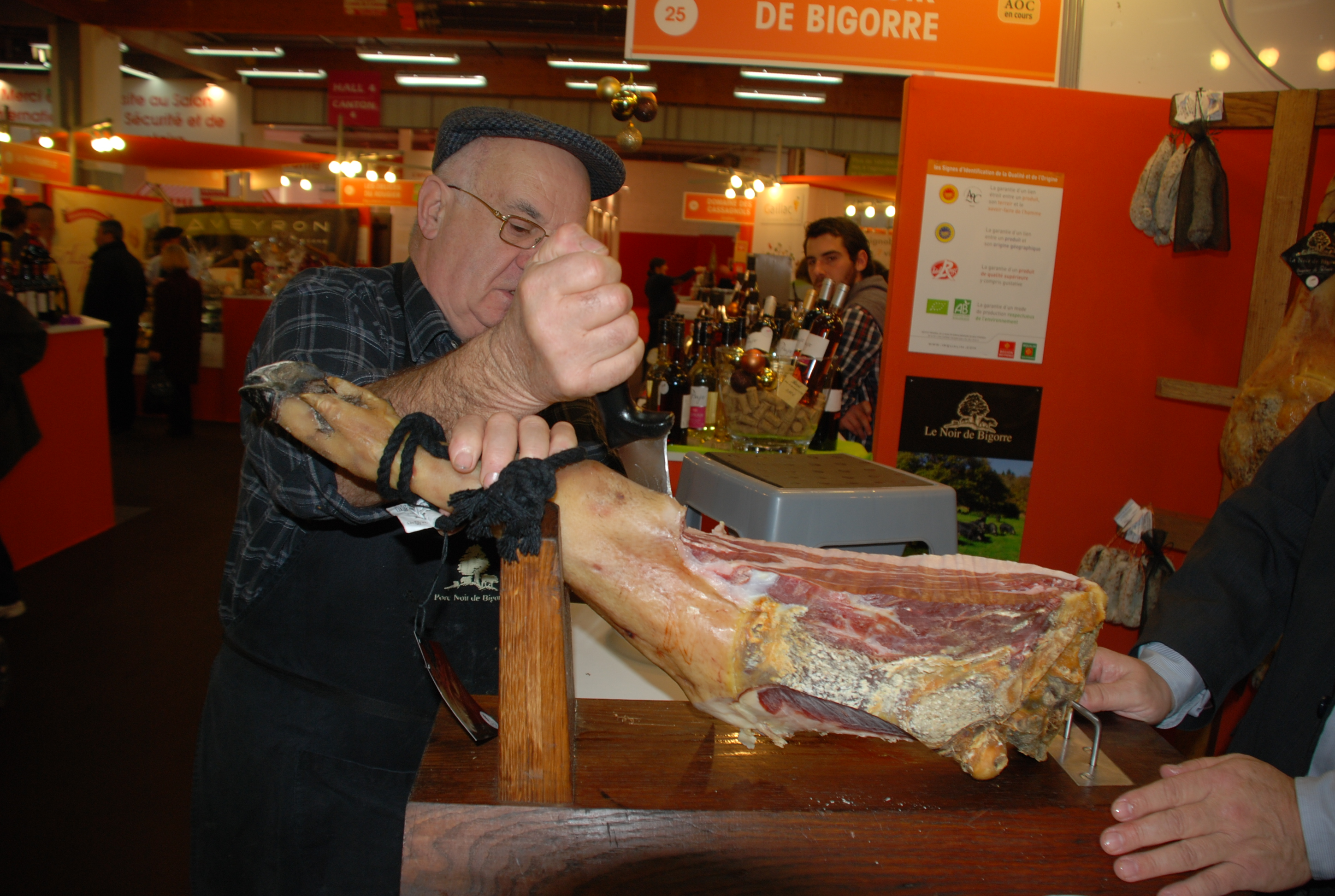
Noir de Bigorre-Schinken

Berbérust-Lias liegt in den Zonen AOC der Schweinerasse Porc noir de Bigorre und des Schinkens Jambon noir de Bigorre.

### Verkehr
Berbérust-Lias ist über die Route départementale 713 erreichbar.